# 心叶黄花报春
心叶黄花报春（学名：Primula tzetsouensis）为报春花科报春花属下的一个种。

## 扩展阅读
- 維基物種上的相關：心叶黄花报春